# ذي جندل (المخادر)

تعديل مصدري - تعديل

ذي جندل هي إحدى قرى عزلة الشرف بمديرية المخادر التابعة لمحافظة إب، بلغ تعداد سكانها 68 نسمة حسب تعداد اليمن لعام 2004.